# Институт вычислительной математики имени Г. И. Марчука РАН
Институт вычислительной математики имени Г. И. Марчука — один из институтов Отделения математических наук Российской академии наук. Основатель и первый директор (1980—2000) — академик Гурий Иванович Марчук, имя которого после его кончины в 2013 году было присвоено институту.
Создан в 1980 году как отдел вычислительной математики АН СССР. 1 октября 1991 года преобразован в Институт вычислительной математики — ИВМ РАН.
Основными направлениями научной деятельности — вычислительная математика, математическое моделирование и параллельные вычисления, а именно:
- фундаментальные исследования в области вычислительной математики; разработка эффективных методов решения задач математической физики, вычислительных технологий решения больших задач, теории численных методов линейной алгебры, сопряженных уравнений, параллельных вычислений;
- создание математической теории климата, численное моделирование циркуляции атмосферы и океана, построение глобальных климатических моделей;
- анализ и моделирование сложных систем (окружающая среда, экология, медицина, иммунология, биоинформатика).

Директор института — академик Евгений Евгеньевич Тыртышников. В институте действуют аспирантура и докторантура, учёный совет, диссертационный совет.
Является одним из базовых институтов МФТИ (кафедра ММФП МФТИ), а также принимает участие в поддержке работы кафедры вычислительных технологий и моделирования факультета вычислительной математики и кибернетики МГУ. Для стимулирования работ с молодёжью и вовлечения её в современные технологии в ИВМ РАН с 1995 года ежегодно присуждается Премия ИВМ РАН имени А. Ю. Соколова[значимость факта?]